# Beica de Jos
Beica de Jos (Alsóbökény en hongrois, Ungarisch-Birk en allemand) est une commune roumaine du județ de Mureș, dans la région historique de Transylvanie et dans la région de développement du Centre.

## Géographie
La commune de Beica de Jos est située dans le nord-est du județ, sur la Beica, affluent du Mureș, dans la zone subcarpatique transylvaine, à 8 km à l'est de Reghin et à 40 km au nord-est de Târgu Mureș, le chef-lieu du județ.
La municipalité est composée des six villages suivants (population en 2002) :
- Beica de Jos (851), siège de la municipalité ;
- Beica de Sus (270) ;
- Căcuciu (190) ;
- Nadășa (282) ;
- Sânmihai de Pădure (280) ;
- Șerbeni (370).

## Histoire
La première mention écrite du village date de 1453.
La commune de Beica de Jos a appartenu au royaume de Hongrie, puis à l'empire d'Autriche et à l'Empire austro-hongrois.
En 1876, lors de la réorganisation administrative de la Transylvanie, elle a été rattachée au comitat de Maros-Torda.
La commune de Beica de Jos a rejoint la Roumanie en 1920, au traité de Trianon, lors de la désagrégation de l'Autriche-Hongrie. Elle a été de nouveau occupée par la Hongrie de 1940 à 1944, période durant laquelle sa petite communauté juive fut exterminée par les nazis. Elle est redevenue roumaine en 1945.

## Politique
Le conseil municipal de Beica de Jos compte 11 sièges de conseillers municipaux. À l'issue des élections municipales de juin 2008, Maria Moldovan (PSD) a été élu maire de la commune.
| Parti                                                      | Nombre de conseillers |
| ---------------------------------------------------------- | --------------------- |
| Parti social-démocrate (PSD)                               | 3                     |
| Parti national libéral (PNL)                               | 3                     |
| Parti de la Nouvelle Génération - Chrétien-démocrate (PNG) | 2                     |
| Union démocrate magyare de Roumanie (UDMR)                 | 1                     |
| Parti démocrate-libéral (PD-L)                             | 1                     |

## Religions
En 2002, la composition religieuse de la commune était la suivante :
- Chrétiens orthodoxes, 82,30 % ;
- Réformés, 9,62 % ;
- Pentecôtistes, 2,76 % ;
- Catholiques romains, 2,54 %.

## Démographie
En 1900, la commune comptait 2 597 Roumains (72,85 %), 784 Hongrois (21,99 %) et 175 Tsiganes (4,91 %).
En 1930, on recensait 2 671 Roumains (74,32 %), 694 Hongrois (19,31 %), 32 Juifs (0,89 %) et 189 Tsiganes (5,26 %).
En 2002, 1 422 Roumains (63,39 %) côtoient 270 Hongrois (12,03 %) et 551 Tsiganes (24,56 %). On comptait à cette date 901 ménages et 919 logements.
| 1850  | 1880  | 1900  | 1910  | 1930  | 1956  | 1977  | 1992  | 2002  |
| ----- | ----- | ----- | ----- | ----- | ----- | ----- | ----- | ----- |
| 2 432 | 2 542 | 3 324 | 3 565 | 3 594 | 3 750 | 2 852 | 2 343 | 2 243 |

| 2007  | - | - | - | - | - | - | - | - |
| ----- | - | - | - | - | - | - | - | - |
| 2 237 | - | - | - | - | - | - | - | - |

## Économie
L'économie de la commune repose sur l’agriculture, l'élevage, l'exploitation des forêts et le tourisme.

## Communications

### Routes
Le village peut être atteint par la route régionale DJ153.

## Lieux et monuments
- Beica de Jos, église en bois des Sts Archanges (Sf. Arhangeli Mihail și Gavrili) de 1810.

- Nadășa, église en bois St Nicolas (Sf. Nicolae) de 1717.